# Erica Tazel
Erica Tazel (Dallas, 31 marzo 1977) è un'attrice statunitense, nota principalmente per il ruolo di Rachel Brooks nella serie televisiva Justified.

## Biografia
Tazel ha conseguito una laurea presso lo Spelman College e un Master of Fine Arts dal Graduate Acting Program della New York University.
Il suo esordio professionale avvenne nel 2000, quando partecipò a The Winter’s Tale al New York Shakespeare Festival. Da allora, ha arricchito il suo percorso artistico con ruoli in produzioni come Cymbeline della Royal Shakespeare Company e un'apparizione off-Broadway in Juvenilia di Playwrights Horizons. La sua interpretazione di Juliette in I Have Before Me a Remarkable Document Given To Me by a Young Lady from Rwanda (2007), rappresentata al The Colony Theatre di Burbank, CA, le valse una nomination come Leading Performance dal L.A. Drama Critics Circle e l'NAACP Theatre Award come Miglior Attrice Protagonista nello stesso anno.
Sul grande schermo, le apparizioni di Tazel sono state piuttosto contenute, includendo un ruolo minore nel dramma House of D (2004) diretto da David Duchovny e interpretato a fianco di Anton Yelchin, Robin Williams, Téa Leoni ed Erykah Badu.
In televisione, il suo debutto risale al 2001, quando ha interpretato un'insegnante di danza in un episodio di Sex and the City. Successivamente, prima di assumere un ruolo di supporto in Justified, ha avuto l'opportunità di essere protagonista ospite in Without A Trace, di ricoprire ruoli ricorrenti in Jericho e Third Watch, e di apparire come guest in serie note quali The Office, ER, Law & Order e Law & Order: Special Victims Unit, oltre a Life, Heartland, Bones e Firefly.

## Filmografia

### Cinema
- House of D - Il mio amico speciale (House of D), regia di David Duchovny (2004)
- Mr. Right, regia di Paco Cabezas (2015)
- George Foreman - Cuore da leone (Big George Foreman), regia di George Tillman Jr. (2023)

### Televisione
- Sex and the City – serie TV, episodio 4x06 (2001)
- Squadra emergenza (Third Watch) – serie TV, 2 episodi (2001)
- Firefly – serie TV, episodio 1x05 (2002)
- Law & Order - Unità vittime speciali (Law & Order: Special Victims Unit) – serie TV, episodio 4x12 (2003)
- Law & Order - I due volti della giustizia (Law & Order) – serie TV, episodio 13x16 (2003)
- Bones – serie TV, episodio 1x21 (2006)
- Jericho – serie TV, 2 episodi (2007)
- Senza traccia (Without a Trace) – serie TV, episodio 5x20 (2007)
- E.R. - Medici in prima linea (ER) – serie TV, episodio 14x07 (2007)
- The Office – serie TV, episodio 5x16 (2009)
- Justified – serie TV, 49 episodi (2010-2015)
- NCIS - Unità anticrimine (NCIS) – serie TV, episodio 12x22 (2015)
- Radici – miniserie TV, 4 episodi (2016)
- The Orville – serie TV, episodio 1x12 (2017)
- The Good Fight – serie TV, 11 episodi (2017-2018)
- The Night Shift – serie TV, 3 episodi (2017)
- Legends of Tomorrow – serie TV, episodio 3x17 (2017)
- Queen Sugar – serie TV, 7 episodi (2019)
- God Friended Me – serie TV, episodio 2x19 (2020)
- Lovecraft Country - La terra dei demoni (Lovecraft Country) – serie TV (2020)
- Truth Be Told - serie TV, 2 episodi (2021)

## Doppiatrici italiane
Nelle versioni in italiano dei suoi lavori, Erica Tazel è stata doppiata da:
- Rossella Acerbo in Justified, Radici
- Valeria Vidali in The Good Fight
- Giuppy Izzo in Lovecraft Country - La terra dei demoni
- Gemma Donati in Truth Be Told
- Marta Rapperini Tesoro in George Foreman - Cuore da leone[2]